# Prosevania cristatifrons
Prosevania cristatifrons är en stekelart som först beskrevs av Jean-Jacques Kieffer 1909.  Prosevania cristatifrons ingår i släktet Prosevania och familjen hungersteklar. Inga underarter finns listade i Catalogue of Life.